# تابع برازش
تابع برازش نوع خاصی از تابع هزینه است که که به منظور سنجش میزان موفقیت یک راه‌حل کاندید در نزدیک شدن به اهداف از پیش تعیین‌شده، به‌کار می‌رود و این میزان را در قالب یک عدد شایستگی خلاصه می‌کند. این تابع یکی از اجزای کلیدی در الگوریتم‌های تکاملی، از جمله برنامه‌نویسی ژنتیک، استراتژی‌های تکاملی و الگوریتم‌های ژنتیک محسوب می‌شود. الگوریتم‌های تکاملی، دسته‌ای از الگوریتم‌های فراابتکاری هستند که اصول بنیادی تکامل زیستی را در قالب الگوریتم‌های رایانه‌ای بازتولید می‌کنند تا مسائل پیچیده بهینه‌سازی یا برنامه‌ریزی را – حتی به‌صورت تقریبی – حل کنند. در این چارچوب، تعداد زیادی راه‌حل کاندید تولید شده و با استفاده از تابع برازش ارزیابی می‌شوند تا روند تکاملی به سمت هدف مطلوب هدایت شود. توابع کیفیت مشابه نیز در سایر الگوریتم‌های فراابتکاری، نظیر بهینه‌سازی کلونی مورچه‌ها و بهینه‌سازی ازدحام ذرات، به‌منظور ارزیابی و هدایت جست‌وجوی حل مسئله به‌کار می‌روند.